# Casa Masip (Vilanova i la Geltrú)
La Casa Masip o Cal Juncosa és una casa de Vilanova i la Geltrú (Garraf) protegida com a Bé Cultural d'Interès Local. Va ser concebut en estil historicista amb elements neogòtics per l'arquitecte Gaietà Miret i Raventós, encarregat per Joan Olivella i Masip.

## Descripció
Es tracta d'un habitatge plurifamiliar entre mitgeres amb pati posterior. La planta de l'immoble és rectangular i es compon de planta baixa i dues plantes pis sota coberta plana de la que sobresurt la caixa d'escala i una petita dependència. Consta de tres crugies amb escala central adossada a la mitgera. Les galeries posteriors actualment estan tancades.
Es va fer una important ampliació que va desfigurar la planta baixa que ocupa part de l'antic jardí i que serveix de terrassa per a la primera planta.
Les parets de càrrega són de paredat comú i totxo. Els forjats són de biguetes de formigó i ceràmica. També hi ha forjats de bigues de fusta i revoltó. Presència de jàsseres i pilars metàl·lics.
La façana és de composició simètrica modificada totalment a la planta baixa. La planta principal consta de tribuna central i balcons lateral. Al segon pis hi ha un balcó central sobre la tribuna i finestres coronelles laterals de columnes fines de fust llis, capitells i arc lobulat. Les llindes són ornamentals. El coronament està format per una cornisa i barana de terrat de gelosia.